# More Hot Rocks (Big Hits & Fazed Cookies)
More Hot Rocks (Big Hits & Fazed Cookies) è una compilation dei Rolling Stones pubblicata negli Stati Uniti l'11 dicembre 1972; il disco contiene oltre a brani noti, anche quelli che erano stati esclusi dagli album americani.

## Storia
Venne pubblicata dalla casa discografica ABKCO Records di proprietà del loro ex manager Allen Klein, che aveva preso il controllo di tutto il materiale pre-1971 della band. Dato che la compilation Hot Rocks 1964-1971 si era rivelata un notevole successo commerciale, Klein ne pianificò subito un seguito. Tuttavia, il progetto iniziale che aveva coinvolto anche Andrew Loog Oldham di immettere sul mercato una nuova compilation di inediti e rarità intitolata Necrophilia, venne cancellato poiché Klein stesso non era soddisfatto del materiale selezionato da Oldham. Al suo posto uscì More Hot Rocks (Big Hits & Fazed Cookies).
Nell'agosto 2002 l'album è stato ristampato in una nuova edizione CD e SACD dalla ABKCO Records con l'aggiunta di tre tracce bonus: Poison Ivy (Version 2), da The Rolling Stones; Everybody Needs Somebody to Love, da The Rolling Stones No.2 (una take differente rispetto a quella presente su The Rolling Stones, Now!); e I've Been Loving You Too Long, incisa nel 1965, e successivamente fatta oggetto di sovraincisioni di urla del pubblico per l'album live americano Got Live If You Want It!. Le ultime due furono prodotte da Andrew Loog Oldham, mentre la prima da Eric Easton.

## Brani
L'album include 7 canzoni mai apparse in precedenza negli Stati Uniti: Come On, Bye Bye Johnny, I Can't Be Satisfied, Long Long While, Money, What to Do, e Poision Ivy. In aggiunta è presente un remixaggio di Child of the Moon (lato B del singolo Jumpin' Jack Flash) in precedenza inedito sia in America che in Europa. I brani non sono presentati in ordine cronologico di composizione o pubblicazione. Questa la scaletta dei pezzi inclusi con la descrizione specifica e la data di registrazione:
- Come On (singolo UK) - 6/7/63 (inedita in USA)
- Money (dall'EP UK The Rolling Stones) - 10/1/64 (inedita in USA)
- Poison Ivy (dall'EP UK The Rolling Stones) - 10/1/64 (inedita in USA)
- Bye Bye Johnny (dall'EP UK The Rolling Stones) - 10/1/64 (inedita in USA)
- Not Fade Away (già presente in Big Hits (High Tide & Green Grass)) - 6/3/64
- Tell Me (già presente in Big Hits (High Tide & Green Grass)) - 12/6/64
- It's All Over Now (già presente in Big Hits (High Tide & Green Grass)) - 24/7/64
- Good Times, Bad Times (B-side di It's All Over Now) (anche in Big Hits (High Tide & Green Grass)) - 24/7/64
- I Can't Be Satisfied (dall'album UK Rolling Stones No.2) - 15/1/65 (inedita in USA)
- The Last Time (già presente in Big Hits (High Tide & Green Grass) - 12/3/65
- Sittin' On a Fence (da Flowers) - 14/7/65
- I'm Free (B-side di Get Off of My Cloud) - 24/7/65
- Long Long While (B-side UK del singolo Paint It, Black) - 13/5/66 (inedita in USA)
- Lady Jane (da Aftermath) - 1/7/66
- What to Do (da Aftermath) - 1/7/66
- Have You Seen Your Mother, Baby, Standing In The Shadow? (già presente in Through The Past, Darkly (Big Hits Vol. 2)) - 23/9/66
- Fortune Teller (dall'album Got Live If You Want It! senza sovraincisioni effetto live) - 9/12/66
- Out of Time (dall'album Flowers) - 14/7/67
- Dandelion (già presente in Through The Past, Darkly (Big Hits Vol. 2)) - 18/8/67
- We Love You (lato A del singolo, la B-side era Dandelion) - 18/8/67
- She's a Rainbow (già presente in Through The Past, Darkly (Big Hits Vol. 2)) - 22/12/67
- 2000 Light Years From Home (B-side di She's A Rainbow) (già presente in Through The Past, Darkly (Big Hits Vol. 2)) - 22/12/67
- Child of the Moon (B-side di Jumpin' Jack Flash) - 24/5/68 (remix inedito)
- No Expectations (B-side di Street Fighting Man) - 30/8/68
- Let It Bleed (dall'album Let It Bleed) - 5/12/69

## Pubblicazione e accoglienza
Inizialmente il doppio album venne pubblicato solo per il mercato statunitense nel dicembre 1972, raggiungendo la posizione numero 9 in classifica. Come il suo predecessore Hot Rocks 1964–1971, More Hot Rocks (Big Hits & Fazed Cookies) non ebbe lo status di uscita ufficiale in Gran Bretagna fino al 21 maggio 1990.

## Tracce

### CD 1
1. Tell Me - 3:48
2. Not Fade Away (Charles Hardin/Norman Petty) - 1:48
3. The Last Time - 3:41
4. It's All Over Now (Bobby Womack/Shirley Jean Womack) - 3:27
5. Good Times, Bad Times - 2:30
6. I'm Free - 2:24
7. Out of Time - 3:42
8. Lady Jane - 3:08
9. Sittin' on a Fence - 3:03
10. Have You Seen Your Mother, Baby, Standing in the Shadow? - 2:35
11. Dandelion - 3:32
12. We Love You - 4:22

### CD 2
1. She's a Rainbow - 4:12
2. 2000 Light Years from Home - 4:45
3. Child of the Moon - 3:10
4. No Expectations - 3:56
5. Let It Bleed - 5:28
6. What to Do - 2:33
7. Money (Berry Gordy Jr./Janie Bradford) - 2:32
8. Come On (Chuck Berry) - 1:48
9. Fortune Teller (Naomi Neville) - 2:18
10. Poison Ivy (Jerry Leiber/Mike Stoller) - 2:34
11. Bye Bye Johnnie (Chuck Berry) - 2:10
12. I Can't Be Satisfied (McKinley Morganfield) - 3:26
13. Long, Long While - 3:01

## Classifiche
| Classifica (2022) | Posizione massima |
| ----------------- | ----------------- |
| Grecia            | 36                |